# Principato di Salerno
Il Principato di Salerno ebbe origine nell'849 in seguito alla frammentazione del Principato di Benevento, ovvero della parte del territorio longobardo chiamato "Langobardia Minor". Nella prima metà degli anni 1000 comprendeva tutta l'Italia meridionale continentale, sotto il principe Guaimario V per alcuni anni.

## Prime origini longobarde
Salerno restò bizantina fino al VI secolo. Dopo una lunga lotta tra i Bizantini e i Longobardi, nel 646 d.C. la città cadde in mano a questi ultimi come parte del Ducato di Benevento, anche se le testimonianze di presenze longobarde,già a partire dal VI secolo,sono accertate dal ritrovamento di una tomba, nel Complesso archeologico di San Pietro a Corte, di una bambina di nome Teodonanda, morta il 27 settembre 566. Con l'avvento della dominazione longobarda la città conobbe il periodo più ricco della sua storia, durato più di cinque secoli.
Nel 774 il principe di Benevento Arechi II decise di trasferire la sua corte a Salerno. La città acquistò importanza e furono edificate numerose opere, tra cui la sontuosa reggia, della quale rimangono tracce sparse nel centro storico, edificio a cui si affiancava la Cappella Palatina (Chiesa di San Pietro a Corte).

## La nascita del Principato
Nell'839 Sicardo, principe di Benevento, fu assassinato in una congiura ordita dal suo tesoriere Radelchi e dagli amalfitani. Il popolo di Salerno, in opposizione a Radelchi, proclamò principe il fratello di Sicardo, Siconolfo, aprendo di fatto una lotta per la successione. Lo scontro fra i due pretendenti si protrasse per oltre dieci anni, nei quali Siconolfo trasferì a Salerno la capitale del principato beneventano.

## La spartizione dell'849

Il ducato di Benevento prima del 851 d.C.

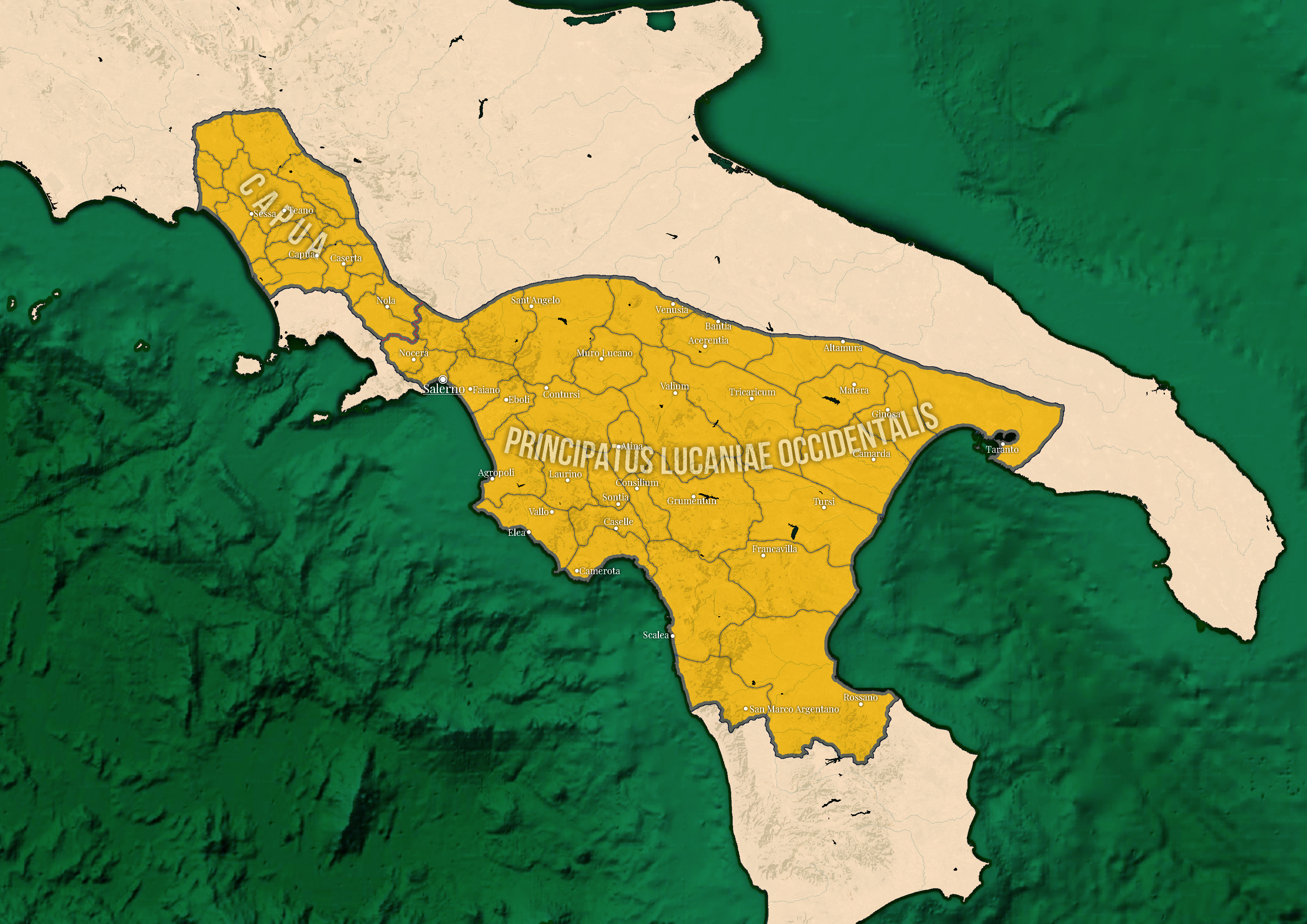
Il Principato di Salerno nell'871 retto da Guaiferio di Salerno, la mappa contiene le province ecclesiastiche dell'epoca

La controversia fra Siconolfo e Radelchi rendeva pericolosamente instabili gli equilibri politici del Mezzogiorno e suscitava preoccupazioni da parte dell'allora re d'Italia Ludovico, che nell'846 scese in Italia per pacificare le due parti dello scontro. Nell'849 Radelchi riconobbe a Siconolfo il possesso di tutta la parte costiera del Ducato (la migliore), affacciata sul Tirreno e lo Jonio, trasferendogliela in un accordo abbozzato da un certo Totone, nella forma di donazione da parte di Radelchi a Siconolfo. Il sovrano convalidò l'accordo di massima già intervenuto fra i pretendenti, ratificando il capitolare con cui si sanciva l'indipendenza del nuovo Principato di Salerno dal dominio beneventano.
La Longobardia Minore fu divisa in due nuove entità statali e Siconolfo fu confermato Principe di Salerno dall'imperatore.
Secondo gli accordi, Salerno ebbe tra gli altri i castelli di Montella, Nusco, Avellino, Rota, Sarno, Cimitile, Furculae, Capua, Teano, Sora, Taranto, Latiniano, Cassano, Cosenza, Laino Castello, Conza, Paestum e parte del feudo di Acerenza. A Benevento furono invece assegnati i territori del Sannio e quelli lucani di Melfi, Genzano, Forenza e Venosa. Parte della Calabria e della Puglia restarono invece in mano bizantina.

## Le guerre e le dinastie regnanti
Le tensioni e il disordine tuttavia perdurarono: sulla stabilità del Mezzogiorno influivano negativamente le velleità autonomistiche dei signori di Capua, le mire del papato e del Sacro Romano Impero, entrambi decisi ad affermare la propria influenza sull'Italia meridionale, le minacce bizantine e le frequenti incursioni dei Saraceni, non di rado chiamati ad intervenire dagli stessi governanti in conflitto fra loro. Nell'861, Ademaro, figlio di Pietro, usurpatore del trono ai danni del figlio di Siconolfo, fu spodestato da Guaiferio, che instaurò sul trono di Salerno la dinastia dei Dauferidi. Nell'871-72, Salerno subì un lungo assedio da parte dei musulmani e malgrado la forte resistenza del principe Guaiferio, la città riuscì a liberarsi solo grazie all'intervento dell'imperatore Ludovico II, che ottenne in ostaggio i figli del principe quale pegno di fedeltà.
I Dauferidi ressero il principato fino alla morte di Gisulfo I, avvenuta nel 978. Gisulfo, deposto dal fratello Landolfo, lasciò il principato al fratello di Landolfo III di Benevento, il potente Pandolfo Testa di Ferro, che dopo aver restaurato Gisulfo come suo vassallo ne ereditò i possedimenti. Il Principato passò poi ai duchi di Amalfi con Mansone.

## Il Principato dellaOpulenta Salernum
Il principe Guaimario IV, nella prima metà degli anni 1000, annesse anche Amalfi, Sorrento, Gaeta ed il Ducato di Puglia e Calabria, cominciando così ad accarezzare il sogno di riunire tutta l'Italia meridionale. Opulenta Salernum fu la dizione coniata sulle monete che erano battute dalla città per i suoi traffici nel X e XI secolo, a testimoniare il momento di particolare splendore.
In questo periodo la Scuola Medica Salernitana raggiunse la sua massima fama in tutta l'Europa. Infatti la Scuola Medica Salernitana è stata la prima e più importante istituzione medica d'Europa nel Medioevo (XI secolo). Come tale è considerata da molti come l'antesignana delle moderne università.
Il Principato tuttavia era scosso dalle continue incursioni dei Saraceni e dalle lotte interne per il potere. In uno di questi complotti, nel 1052, Guaimario venne assassinato. Gli succedette il figlio, Gisulfo II, ma il dominio longobardo sul Meridione si avviò ormai al termine.
Intorno al 1000 fecero la comparsa in Italia Meridionale i guerrieri Normanni, assoldati di volta in volta nelle contese locali dal potente di turno. In particolare si segnalò la famiglia degli Altavilla (Hauteville), tra cui spiccava Roberto il Guiscardo che sposò la principessa di Salerno Sichelgaita, figlia di Guaimario.
Nel 1076 il Guiscardo assediò Salerno, retta dal cognato e principe Gisulfo II. La città venne espugnata per fame dopo otto mesi di assedio e il principato passò sotto il dominio normanno. Nel 1078 il duca di Puglia e Calabria, Roberto il Guiscardo, vi trasferì da Melfi la capitale del suo dominio. Gisulfo II, ultimo principe longobardo di Salerno, riparò presso la corte papale di Gregorio VII, per poi trascorrere l'ultimo periodo del suo esilio nel castello di Sarno, dove morì (1090-91) accudito dalla sorella, la contessa Gaitelgrima.
Salerno divenne così uno dei centri più importanti dei territori normanni, che si estendevano sull'intera Italia Meridionale, mantenendo anche la funzione di capitale del ducato di Puglia e Calabria fino al 1127, quando questo fu unito alla contea di Sicilia, e fu quindi sostituita da Palermo.
La città acquistò nuova vitalità: venne costruita la nuova reggia, Castel Terracena, ed il duomo in stile arabo-normanno, a seguito del ritrovamento sotto la precedente cattedrale delle spoglie mortali di San Matteo apostolo ed evangelista. Il Duomo, fortemente voluto dal Guiscardo per celebrare la propria potenza, fu consacrato dal papa Gregorio VII che risiedeva in esilio a Salerno sotto la protezione del duca normanno. Nel Duomo si venerano tuttora le spoglie dell'Apostolo Matteo, santo patrono della città.

## Le dinastie regnanti

### Siconidi: 840-853

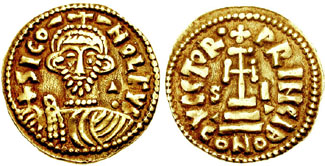
La moneta coniata da Siconolfo per il principato di Salerno

Alla morte di Siconolfo gli succedette il figlio Sicone. Questi non ancora maggiorenne viene messo sotto la tutela di Pietro di Salerno. Dopo due anni di co-reggenza 
Pietro usurpa il trono ed il giovane Sicone è costretto a fuggire al nord presso l'imperatore Ludovico II. L'imperatore tuttavia conferma il principato a Pietro a cui succede il figlio Ademaro.

### Dauferidi: 861-978

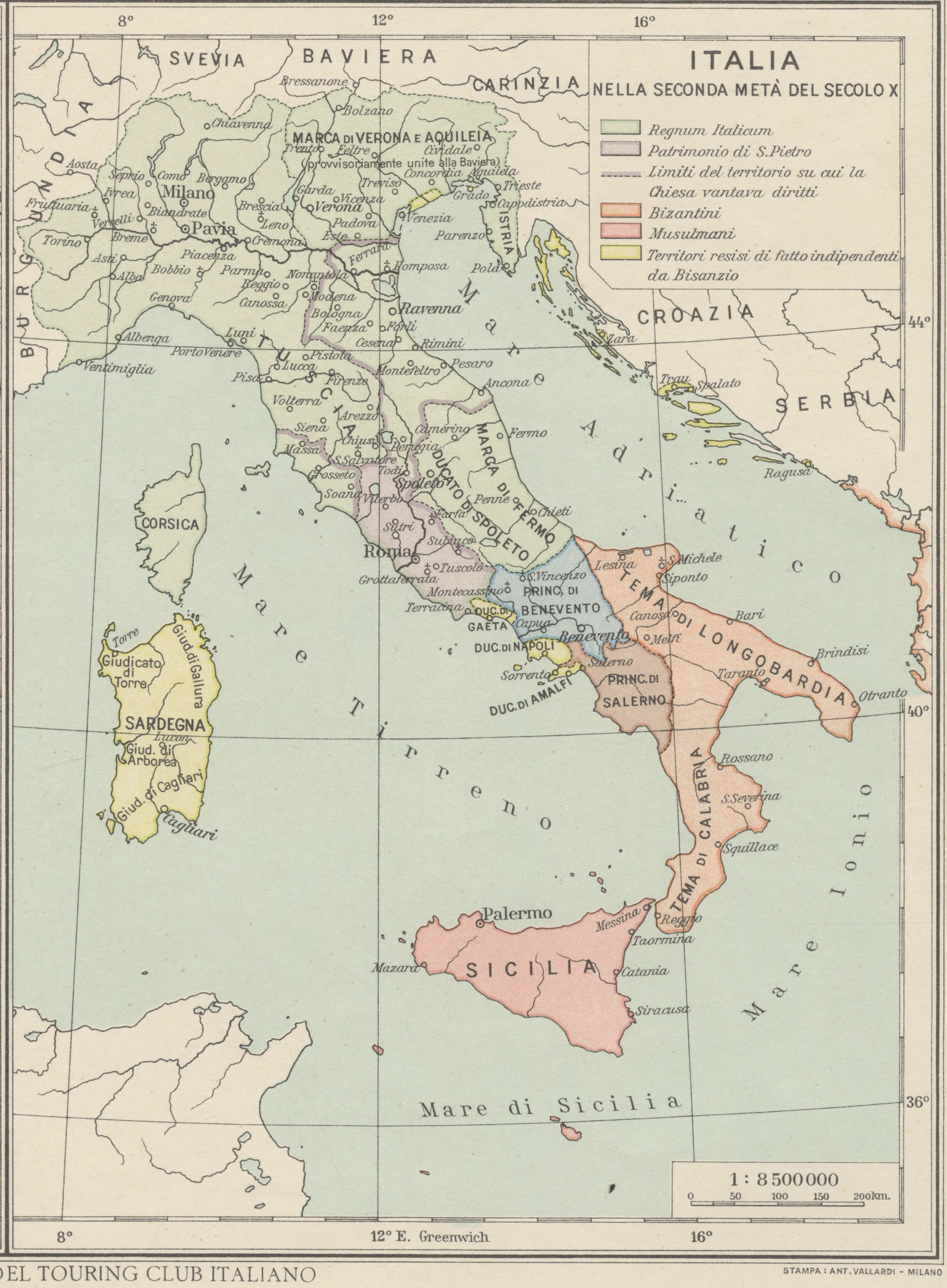
Mappa dell'Italia della seconda metà del X secolo; il Principato di Salerno è evidenziato in marrone

Il governo di Ademaro fu molto impopolare e reso debole dalle ambizioni autonomistiche di Capua. Nell'861 Guaiferio di Salerno si pose a capo di una rivolta che lo portò al potere, instaurando di fatto una nuova dinastia.
Nell'871-72, Salerno subì un lungo assedio da parte dei musulmani e malgrado la forte resistenza del principe Guaiferio, la città riuscì a liberarsi solo grazie all'intervento dell'imperatore Ludovico II, che ottenne in ostaggio i figli del principe quale pegno di fedeltà.

### Landolfidi: 978-981
Nel 974 l'ultimo dei dauferidi, Gisulfo I di Salerno, fu detronizzato dal fratello Landolfo. Accorse in suo aiuto il principe di Benevento e Capua Pandolfo I Testadiferro, che tuttavia restaurò Gisulfo solo come suo vassallo. Infatti alla morte di Gisulfo il principato passò a Pandolfo che riunificò sotto il suo regno tutti i domini della Langobardia Minor.
Alla morte di Pandolfo il regno fu diviso tra i suoi due figli: il principato di Benevento andò a Landolfo, mentre quello di Salerno andò a Pandolfo II.

### Dinastia degli amalfitani: 981-983
Pandolfo II fu osteggiato dal duca di Amalfi Mansone che occupò il trono e riuscì farsi riconoscere dall'imperatore come nuovo principe di Salerno.
Il governo degli amalfitani fu molto impopolare e nel 983 si ebbe una rivolta con cui fu messo sul trono Giovanni II della casa ducale di Spoleto.

### Dinastia di Guaimario IV 983-1077 (detta anche "sesta dinastia")

Il Principato di Salerno raggiunge la sua massima estensione tra il 1039 e il 1047 con Guaimario IV, sottomettendo tutto il meridione italiano continentale (solo il ducato di Napoli rimase parzialmente indipendente, anche se ridotto a "vassallo" per alcuni anni)

Con il principe Guaimario IV, nel 1039, il principato raggiunse la sua massima espansione venendo a comprendere anche Amalfi, Sorrento, Gaeta e il ducato di Napoli (giuridicamente un presidio bizantino).
Guaimario, inoltre, fu acclamato Duca di Puglia e Calabria dai suoi vassalli normanni. In particolare con questi ultimi strinse una vera e propria alleanza che culminò nel matrimonio della figlia, la principessa Sichelgaita, con il condottiero normanno Roberto il Guiscardo.
Guaimario cominciava così ad accarezzare il sogno di riunire sotto il suo regno tutta l'Italia meridionale, compresa la Sicilia. In questo periodo la fama della Scuola Medica Salernitana raggiunse tutta l'Europa, mentre la città di Salerno divenne la più opulenta e grande del meridione italiano.
Nel 1047, tuttavia, l'imperatore Enrico III privò Guaimario del titolo "Duca di Puglia e Calabria", mettendo fine ad una singolare condizione di sovranità, scomoda per la corona imperiale. Guaimario preparava la riscossa nel 1052, ma fu ucciso.
Nel 1052 a Guaimario succedette il figlio Gisulfo II; in questo periodo fu coniata la moneta con la dicitura "OPULENTA SALERNUM" che intendenva testimoniare lo splendore del principato. Tale ricchezza non poteva non fare gola ai potenti vicini normanni.
Nel 1076 Roberto il Guiscardo, cognato di Gisulfo, assediò Salerno. La città venne espugnata per fame dopo otto mesi e il principato passò sotto il dominio normanno. Gisulfo II, ultimo principe longobardo, riparò presso la corte papale di Gregorio VII, per poi trascorrere l'ultimo periodo del suo esilio nel castello di Sarno, dove morì (1090-91) accudito dalla sorella, la contessa Gaitelgrima.
Con la morte di Gisulfo II nel 1091 si considera finito il "Principato di Salerno" longobardo (che durò dall'849 al 1091 per oltre due secoli).

## L'eredità del Principato

Una delle varianti dello stemma della Provincia di Principato Citra

Successivamente alla fondazione del Regno di Sicilia nel 1139 da parte di Ruggero II d'Altavilla, il Principato di Salerno fu ricostituito come feudo soggetto alla corona e fu retto, fra gli altri, da esponenti di grandi famiglie aristocratiche italiane come i Colonna, gli Orsini e soprattutto i Sanseverino.
Chi reggeva il feudo era insignito del titolo di "Principe di Salerno":
- 1272-1285 Carlo II d'Angiò
- 1289-1295 Carlo Martello d'Angiò
- 1301- Tristano D'angiò (nono di figlio di Carlo II d'Angiò)
- 1304-1309 Roberto I di Napoli
- 1334- Giovanna I di Napoli
- 1345-1348 Carlo Martello (figlio di Giovanna I)
- 1419-1423 Giordano Colonna[7]
- 1423-1432 Antonio Colonna[8]
- 1439- Raimondo Orsini[senza fonte]
- -1461 Felice Orsini[senza fonte]
- 1463-1475 Roberto Sanseverino
- 1463-1485 Antonello Sanseverino
- 1485-1500 Alfonso di Aragona
- 1500-1509 Roberto II Sanseverino
- 1509-1553 Ferrante Sanseverino
- 1572-1590 Nicola Grimaldi

Ferrante Sanseverino fu l'ultimo dei Principi di Salerno veri e propri ed ospitò a Salerno personaggi rinascimentali come Bernardo, il padre di Torquato Tasso. Contrario all'introduzione dell'Inquisizione spagnola nel suo Principato, entrò in conflitto con Carlo V che lo fece morire esiliato in Francia e nel 1553 pose fine al Principato di Salerno. Successivamente il Principato fu messo all'asta e il 20 luglio 1572 fu venduto da Filippo II di Spagna al Duca di Eboli, Nicola Grimaldi, per la cifra di 128.000 scudi.
Infine, il titolo di Principe di Salerno rimase in uso fino al 1851, con Leopoldo di Borbone. 
L'ultimo a fregiarsi del titolo di "Principe di Salerno" fu Leopoldo di Borbone dal 1817 al 1851.